# Good Will Hunting
Good Will Hunting is een Amerikaanse film uit 1997, geregisseerd door Gus Van Sant, en met Matt Damon, Robin Williams, Ben Affleck en Minnie Driver in de hoofdrollen. Het verhaal is geschreven door Matt Damon en Ben Affleck.
De film speelt in Boston, Massachusetts, en gaat over Will Hunting die als conciërge werkt aan het Massachusetts Institute of Technology, een prestigieus college. Zijn intellect, en specifiek zijn kennis en gebruik van de hogere wiskunde zijn echter beter dan die van iedereen in de school, zo niet in het land. Will moet het verleden achter zich laten om zijn intellect de ruimte te geven, en dat kost nogal moeite.
Alhoewel de film in Boston speelt is het grootste gedeelte opgenomen in Toronto, Canada.

## Hoofdrolspelers
| Acteur                | Personage        |
| --------------------- | ---------------- |
| Matt Damon            | Will Hunting     |
| Robin Williams        | Sean Maguire     |
| Ben Affleck           | Chuckie Sullivan |
| Stellan Skarsgård     | Gerald Lambeau   |
| Minnie Driver         | Skylar           |
| Casey Affleck         | Morgan O'Mally   |
| Cole Hauser           | Billy McBride    |
| Scott William Winters | Clark            |

## Verhaallijn
Will en zijn beste vriend Chuckie (Ben Affleck) hangen rond in de armere wijken van Boston, waar ze drinken en af en toe eens vechten. Will doet lichamelijk werk, en verbergt zijn enorme intellect. Hij heeft een talent voor het onthouden van feiten en een intuïtie voor het oplossen van complexe wiskundige problemen.
Terwijl Will in de gebouwen van het MIT werkt, zet professor Gerald Lambeau (Stellan Skarsgård) een complex probleem op het bord in de gang in de hoop dat iemand in zijn laatste jaar het probleem voor het eind van het trimester kan oplossen. Will, die de uitdaging niet kan laten liggen, lost het probleem op en zet het antwoord op het bord. Lambeau en zijn studenten vragen zich af wie het heeft opgelost.
Vlak daarna ontmoet Will Skylar (Minnie Driver) in een universiteitsbar, en hij krijgt haar telefoonnummer. Lambeau heeft ondertussen een moeilijker probleem op het bord gezet - het had hem en zijn collega's twee jaar gekost deze vergelijking op te lossen. Kort daarna betrapt Lambeau Will die, gekleed als de schoonmaker, op het bord staat te schrijven. Hij jaagt Will weg, maar als hij terugkeert naar het bord blijkt dat het theorema correct is opgelost. Lambeau probeert daarna Will te vinden.
Will wordt gearresteerd naar aanleiding van een gevecht. Tijdens zijn arrestatie slaat hij een politieagent, en het lijkt erop dat hij zeker de gevangenis in zal draaien. Lambeau ontmoet Will na het verhoor in de rechtbank, en geeft hem opties: ofwel naar de gevangenis, ofwel vrijgelaten onder de supervisie van Lambeau zelf - een regeling die Lambeau met de rechter had getroffen. De laatste optie heeft twee voorwaarden: hij moet met Lambeau aan wiskundige problemen werken, en ten tweede moet hij naar een psycholoog.
Will kiest voor de regeling, en het gaat goed met de wiskunde, maar minder met de psycholoog. Hij jaagt verschillende bekende psychologen weg totdat Lambeau hem voorstelt aan zijn ex-kamergenoot Sean Maguire (Robin Williams). Samen werken ze aan Wills emotionele problemen, die blijken voort te komen uit jarenlange isolatie en emotioneel geweld.
De relatie met Skylar begint te groeien. Als ze hem vertelt dat ze naar de Stanford-universiteit gaat om geneeskunde te studeren, vraagt ze of hij meegaat. Hij is bang voor een emotionele band en de nieuwe situatie die dit zou opleveren, en duwt haar weg. Zij vertrekt zonder hem.
Een week later praat hij met Chuckie, die hem vertelt dat hij er alles voor over zou hebben om het talent te hebben dat Will heeft, en dat hij dan zeer zeker niet het werk zou doen dat Will nu doet. Hij vertelt hem dat hij hoopt dat op een dag Will ook zal zien dat hij gezegend is met een talent, en dat hij gelukkig en succesvol zal zijn. Dit zet Will verder aan het denken.
Sean en Will spreken in een sessie over het geweld dat beiden in hun jeugd kenden, en nadat de weerstand tegen dit onderwerp bij Will is gebroken blijkt er voor beiden een keerpunt bereikt. Maguire pakt zijn tas om de wereld te bereizen. Will besluit zijn hart achterna te gaan, en gaat naar Stanford, op zoek naar Skylar.

## Prijzen (selectie)
- Academy Award voor beste Mannelijke Bijrol – Robin Williams
- Academy Award voor beste originele script - Matt Damon & Ben Affleck
- Golden Globe voor beste script voor een film - Matt Damon & Ben Affleck
- Oscar nominatie voor de song "Miss Misery" van Elliott Smith